# 잰 훅스
잰 훅스(Jan Hooks, 1957년 4월 23일 ~ 2014년 10월 9일)는 미국의 배우이다.

## 출연 작품
- 세터데이 나잇 라이브 인 더 '90s: 팝 컬처 네이션 (2007)
- 30 락 (2006)
- 지미니 글릭 인 라 라 우드 (2004)
- 새터데이 나이트 라이브: 더 베스트 오브 마이크 마이어스 (1998)
- 사이먼 버치 (1998)
- 솔로몬 가족은 외계인 (1996)
- 콘헤드 대소동 (1993)
- 위험한 여인 (1993)
- 프로스티 리턴즈 (1992)
- 배트맨 2 (1992)
- 심슨 가족 (1989)
- 꾸러기팀 (1986)
- 새터데이 나잇 라이브 (1975)